# 李瑹
李瑹（？—？），字廷珪，号东海，廣東化州双牌村人，化州上院李氏，明朝政治人物、同進士出身。

## 生平
洪武二十三年（1390年）庚午科举人，洪武二十七年，登甲戌（1394年）榜进士，历任浙江温州府永嘉知县、广西柳州府同知。